# Thomas Gyldal Petersen
Thomas Gyldal Petersen (født 1. august 1975) er en dansk politiker, borgmester i Herlev, valgt for Socialdemokraterne (2011-).
Thomas Gyldal Petersen er født og opvokset i Herlev, gik på Hjortespringskole (1981-1991), blev student fra Herlev Gymnasium (1994) og cand.scient.pol. fra Københavns Universitet.
I studietiden var han ansat i Dansk Industri, Udenrigsministeriet og den socialdemokratiske folketingsgruppe. Efter endt uddannelse ansat i den socialdemokratiske folketingsgruppe (2003-06), erhvervspolitisk konsulent Dansk Byggeri (2006-08) og politisk konsulent i Dansk Metal (2008-2011).
Han blev valgt til kommunalbestyrelsen i Herlev ved kommunalvalget i 1997, og blev borgmester 2011. Genvalgt ved kommunalvalget, november 2013, hvor Socialdemokraterne i Herlev opnåede valgets bedste resultat med 58,7 procent af stemmerne. Thomas Gyldal Petersen fik personligt 35 procent af alle afgivne stemmer, hvilket ligeledes var valgets bedste personlige resultat i alle kommuner.
Øvrige tillidshverv:
- Formand i Movias bestyrelse, pr. 15. januar 2014,
- medlem af KLs Løn- og personaleudvalg,
- medlem af Vestforbrændings bestyrelse,
- næstformand i PenSams bestyrelse,
- medlem af bestyrelsen på Herlev Gymnasium.

Gyldal Petersen har været medlem af bestyrelsen i KL (Kommunernes Landsforening) siden 1. juli 2017.

## Øvrige kilder
- www.herlev.dk
- www.kl.dk
- www.gyldal.dk